# Левенталь, Соломон
Соломон (Францишек Салези) Левенталь (пол. Franciszek Salezy Lewental; 22 июля 1841,  Влоцлавек, Царство Польское, Российская империя — 23 сентября 1902, Висбаден) — варшавский издатель, книготорговец, предприниматель.

## Биография
Родился в еврейской семье. Сын Давида, философа, писателя и переводчика, который перевел Талмуд на французский язык. Учился в варшавской школе раввинов.
С 1856 года работал в типографии Яна Глюксберга. В 1860 году женился на его дочери и после смерти тестя в 1862 году, унаследовал его варшавское издательство и типографию.
В том же году стал издавать тиражом 15 тыс. экземпляров популярный «Народный календарь» («Kalendarz ludowy»).

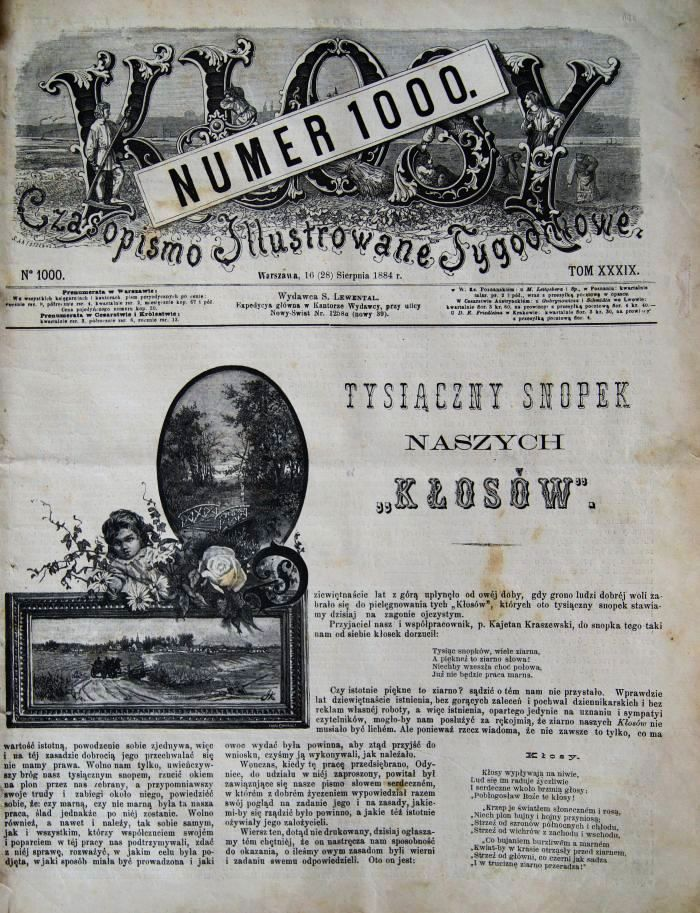
1000-й номер еженедельника «Kłosy»

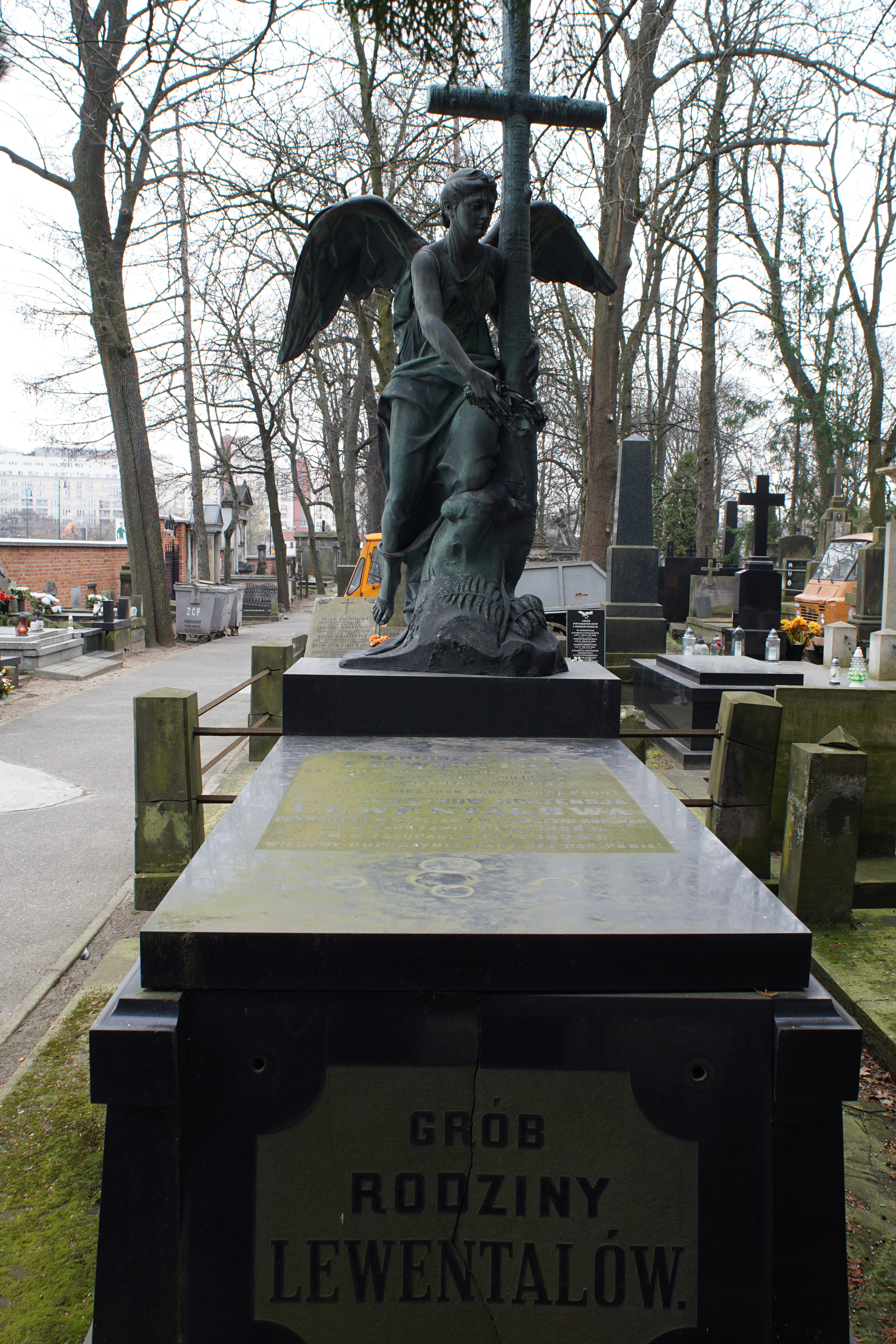
Могила С. Левенталя

В 1865 году основал иллюстрированный еженедельник «Kłosy», который получил широкое распространение. С 1872 года при журнале Kłosy стал издавать произведения польских и зарубежных авторов: Ю. Крашевского и Ю. Коженёвского (полное собрание сочинений), Х. Жевуского, А. Фредро, В. Сырокомля и др.
Среди других изданий Левенталя — «Biblioteka najcelniejszych utworów literatury europejskiej», «Album Jana Matejki» и др.
В 1887 году стал одним из собственников «Kurjer Warszawski». Хотя он избегал заниматься политикой, но пришёл, однако, к конфликту с администрацией и был в 1900 г. выслан из Варшавы. С 1871 г. состоял членом правления варшавской общины, работая усердно в пользу распространения просвещения среди еврейского населения Варшавы.
Умер от сердечного приступа. Похоронен на кладбище Старые Повонзки.